# CBC-MAC
In crittografia, un Cipher Block Chaining Message Authentication Code, abbreviato CBC-MAC, è una tecnica per costruire un codice di autenticazione di messaggio usando un cifrario a blocchi. Il messaggio è crittografato con qualche algoritmo di crittografia a blocchi in modalità CBC per creare una catena di blocchi in cui ognuno di essi dipende dalla cifratura del blocco precedente. Questa interdipendenza assicura che un cambiamento ad un qualsiasi bit del testo in chiaro causerà un cambiamento nel blocco finale crittografato che non può essere predetto o calcolato senza conoscere la chiave di codifica.
Per calcolare il CBC-MAC del messaggio m si cripta m in modalità CBC con il vettore di inizializzazione a zero. La figura seguente mostra il calcolo del CBC-Mac di un messaggio diviso in blocchi {\displaystyle m_{1}\|m_{2}\|\dots \|m_{x}} usando una chiave segreta k e un cifrario a blocchi E.

## Sicurezza con messaggi di lunghezza fissa e variabile
Se il cifrario a blocchi impiegato è sicuro, CBC-MAC è sicuro per messaggi a lunghezza fissa. Tuttavia, di per sé, non è sicuro per messaggi a lunghezza variabile.
Detto tag il codice CBC-MAC di un messaggio {\displaystyle m}, e indicato il tag con {\displaystyle t}, un attaccante che conosce coppie messaggio-tag {\displaystyle (m,t)} e {\displaystyle (m',t')} può generare un terzo messaggio {\displaystyle m''} il cui tag coincida con {\displaystyle t'}.
{\displaystyle m''} può essere ottenuto come segue:
{\displaystyle m''=m\|[(m_{1}'\oplus t)\|m_{2}'\|\dots \|m_{x}']}
Il calcolo del CBC-MAC per il messaggio {\displaystyle m''}procede come segue:
1. viene calcolato il MAC fino a {\displaystyle m}, che equivale a {\displaystyle t}: {\displaystyle E_{K_{\text{MAC}}}(m)=t}
2. viene calcolato il MAC del blocco {\displaystyle (m_{1}'\oplus t)}, effettuando lo XOR del valore ottenuto al passo 1 con il primo blocco modificato di {\displaystyle m'} e quindi sottoponendo il risultato al cifrario a blocchi: {\displaystyle {\displaystyle E_{K_{\text{MAC}}}(t\oplus (m_{1}'\oplus t))}}  per le proprietà di {\displaystyle \oplus } i due tag {\displaystyle t} si annullano, viene quindi eliminato il contributo di {\displaystyle t} al MAC finora calcolato: {\displaystyle E_{K_{\text{MAC}}}(t\oplus (m_{1}'\oplus t))=E_{K_{\text{MAC}}}(m_{1}'\oplus t\oplus t)=E_{K_{\text{MAC}}}(m_{1}')}
3. continuando da {\displaystyle E_{K_{\text{MAC}}}(m_{1}')}, si procede con il calcolo del MAC sui blocchi restanti {\displaystyle m_{2}'\|\dots \|m_{x}'}, che coincide dunque con il MAC di {\displaystyle m'}: {\displaystyle E_{K_{\text{MAC}}}(m')=t'} ottenendo pertanto {\displaystyle t'} e quindi che il tag di {\displaystyle m''} coincide con {\displaystyle t'}.

Questo problema non può essere risolto aggiungendo un blocco di lunghezza del messaggio (e.g., con Merkle-Damgård strengthening).
In caso di messaggi a lunghezza variabile, viene raccomandato l'uso di una differente modalità operativa, per esempio CMAC o HMAC, per proteggere l'integrità dei messaggi a lunghezza variabile.

## Utilizzo della stessa chiave per crittografare e autenticare
Un errore comune è riutilizzare la stessa chiave {\displaystyle k} per la crittografia CBC e il CBC-MAC. Anche se un riutilizzo della chiave per scopi differenti è una pratica sconsigliata in generale, in questo caso particolare l'errore porta ad un attacco spettacolare.
Supponiamo che un utente effettui la crittografia di un messaggio {\displaystyle m_{0}\|m_{1}\|\cdots \|m_{x-1}} in modalità CBC usando un IV {\displaystyle c_{-1}} ed ottenendo il seguente testo cifrato: {\displaystyle c_{0}\|c_{1}\|\cdots \|c_{x-1}}, dove {\displaystyle c_{i}=E_{k}(m_{i}\oplus c_{i-1})}. Inoltre, genera il codice CBC-MAC per IV e per il messaggio: {\displaystyle t=M(m_{-1}\|\cdots \|m_{x-1}).}.
Adesso un attaccante può cambiare ogni bit prima dell'ultimo blocco {\displaystyle c_{x-1}} e il codice MAC sarà ancora valido. La ragione è che {\displaystyle t=E_{k}(m_{x-1}\oplus c_{x-2})=c_{x-1}} (questa è in effetti la ragione per cui le persone commettono questo errore così frequentemente—ciò permette di incrementare le performance di un fattore pari a due). A meno che l'ultimo blocco non venga cambiato, l'equivalenza {\displaystyle t=\ c_{x-1}} rimane valida, così il codice CBC-MAC risulta corretto.
Questo esempio mostra, inoltre, che un CBC-MAC non può essere usato come funzione monodirezionale resistente alle collisioni: data una chiave è banale creare un messaggio differente che generi lo stesso codice.